# تفه
تفه یک شهردار در آمازوناس، برزیل است.

## موقعیت
تفه در حدود ۵۲۵ کیلومتری از طریق هوا و یا ۵۹۵ کیلومتری توسط رودخانه به غرب مانائوس در جنوب به بانک ریو سالیموس (آمازون بالایی) در دریاچه تشکیل شده از دهانه رودخانه تفه واقع شده‌است. نزدیکترین شهر بزرگ کوآری ۱۹۲ کیلومتر در شرق تفه است.

شهرداری تفه بزرگترین مرکز شهری و تجاری منطقه میانی سالیموس است. جمعیت آن ۶۱٬۴۵۳ نفر بود (۲۰۱۰) که به‌طور مساوی بین شهر و روستا تقسیم شده و مساحت این منطقه ۲۳٬۷۰۴ کیلومتر مربع است. هیچ جاده ای در تفه وجود ندارد و تنها دسترسی توسط قایق از رودخانه وجود دارد. با قایق سریع فاصله آن حدود ۱۲ ساعت از مانائوس است. شرکت تیریپ لیناس آریاس از فرودگاه بین‌المللی ادواردو گومز مانائوس به فرودگاه تفی پرواز می‌کند. این شهر اسقف نشین قلمرو تفه است. تفه همچنین نقطه شروع اصلی سفر به ذخایر توسعه پایدار مامیرا است. شهرداری شامل ۳۳٫۸۵٪ از ۲۱۷٫۴۸۶ هکتار ذخایر استخراجی کوتا-اپیگزونا است که در سال ۲۰۰۳ به عنوان نخستین ذخایر استخراج شده در ایالت آمازوناس تأسیس شد.